# Kaniv
Kaniv (em ucraniano:   Канів; em russo:   Ка́нев; em polonês/polaco:   Kaniów) é uma cidade da Ucrânia, situada no Oblast de Tcherkássi. Tem 17,42 km² de área e sua população em 2020 foi estimada em 23.597 habitantes.